# Wanzwil
Wanzwil (toponimo tedesco) è una frazione di 208 abitanti del comune svizzero di Heimenhausen, nel Canton Berna (regione dell'Emmental-Alta Argovia, circondario dell'Alta Argovia).

## Storia

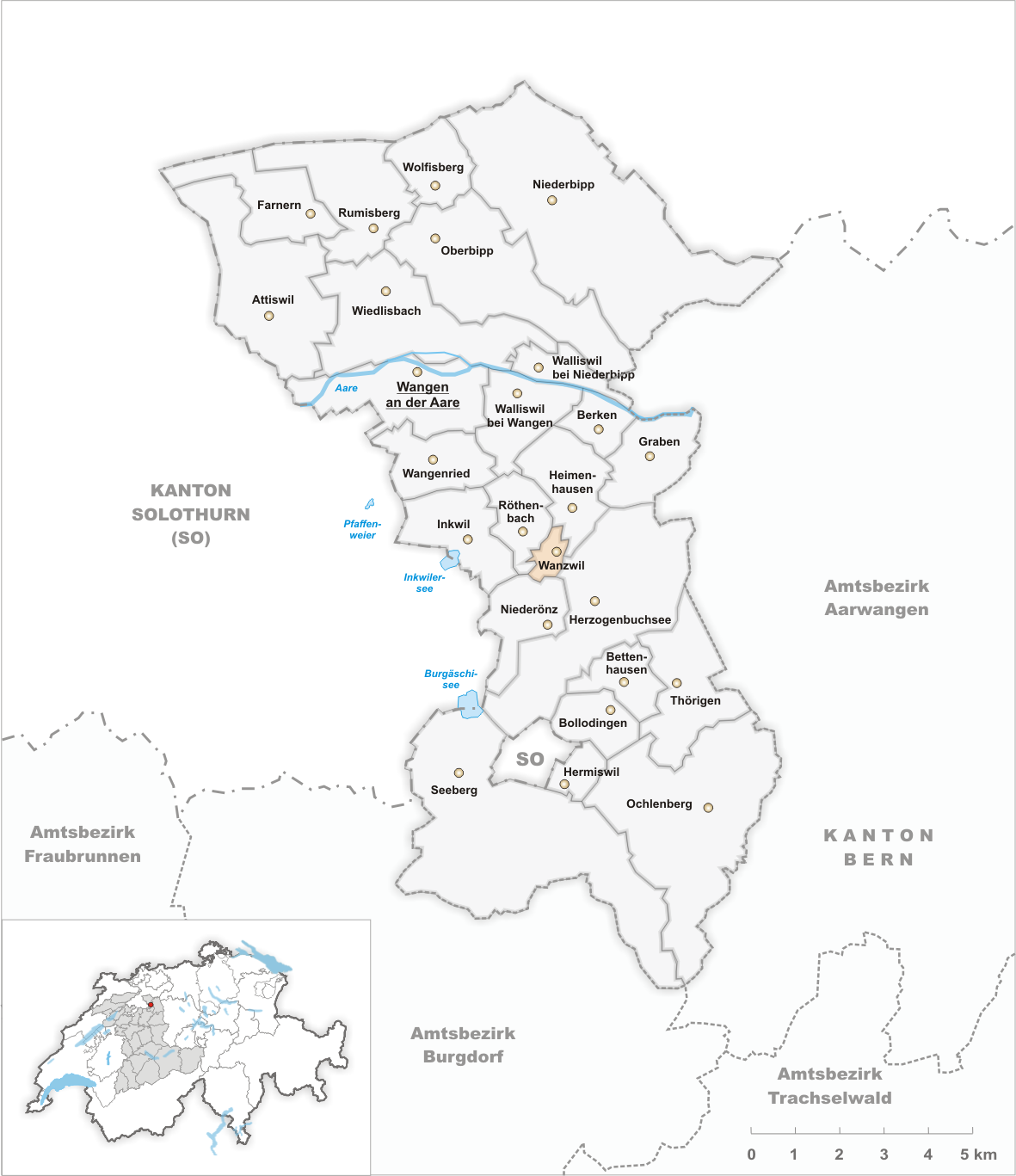
Il territorio del comune di Wanzwil prima degli accorpamenti comunali del 2009

Già comune autonomo appartenente al distretto di Wangen, si estendeva per 0,6 km². Il 1º gennaio 2009 è stato accorpato a Heimenhausen assieme all'altro comune soppresso di Röthenbach bei Herzogenbuchsee.

## Società

### Evoluzione demografica
L'evoluzione demografica è riportata nella seguente tabella:
Abitanti censiti

## Amministrazione
Ogni famiglia originaria del luogo fa parte del cosiddetto comune patriziale e ha la responsabilità della manutenzione di ogni bene ricadente all'interno dei confini del comune.